# Oroszországi Vasutak

Oroszország vasúti fővonalai

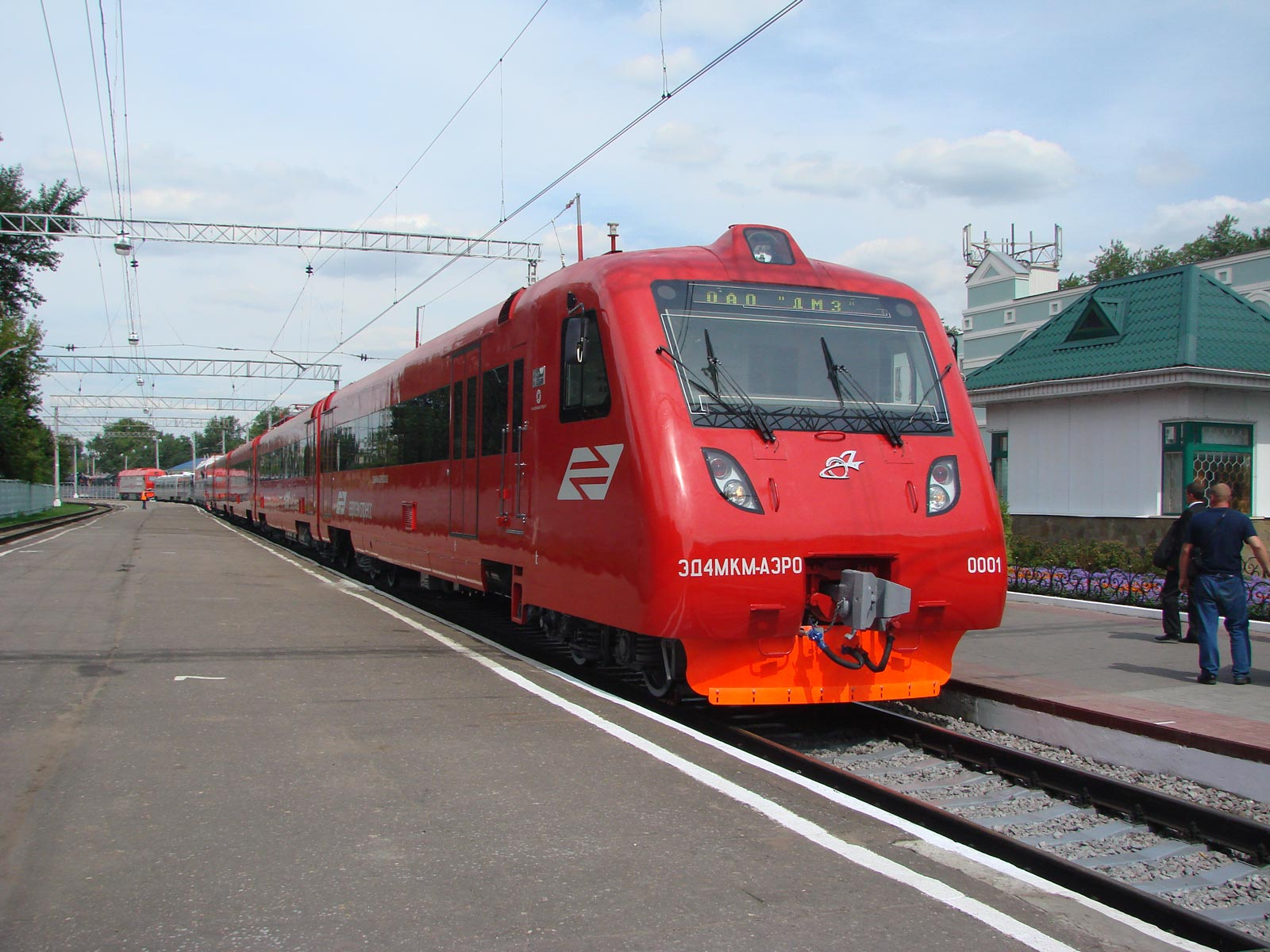
Egy RZSD ED4MKM^{u}sorozatú motorvonat

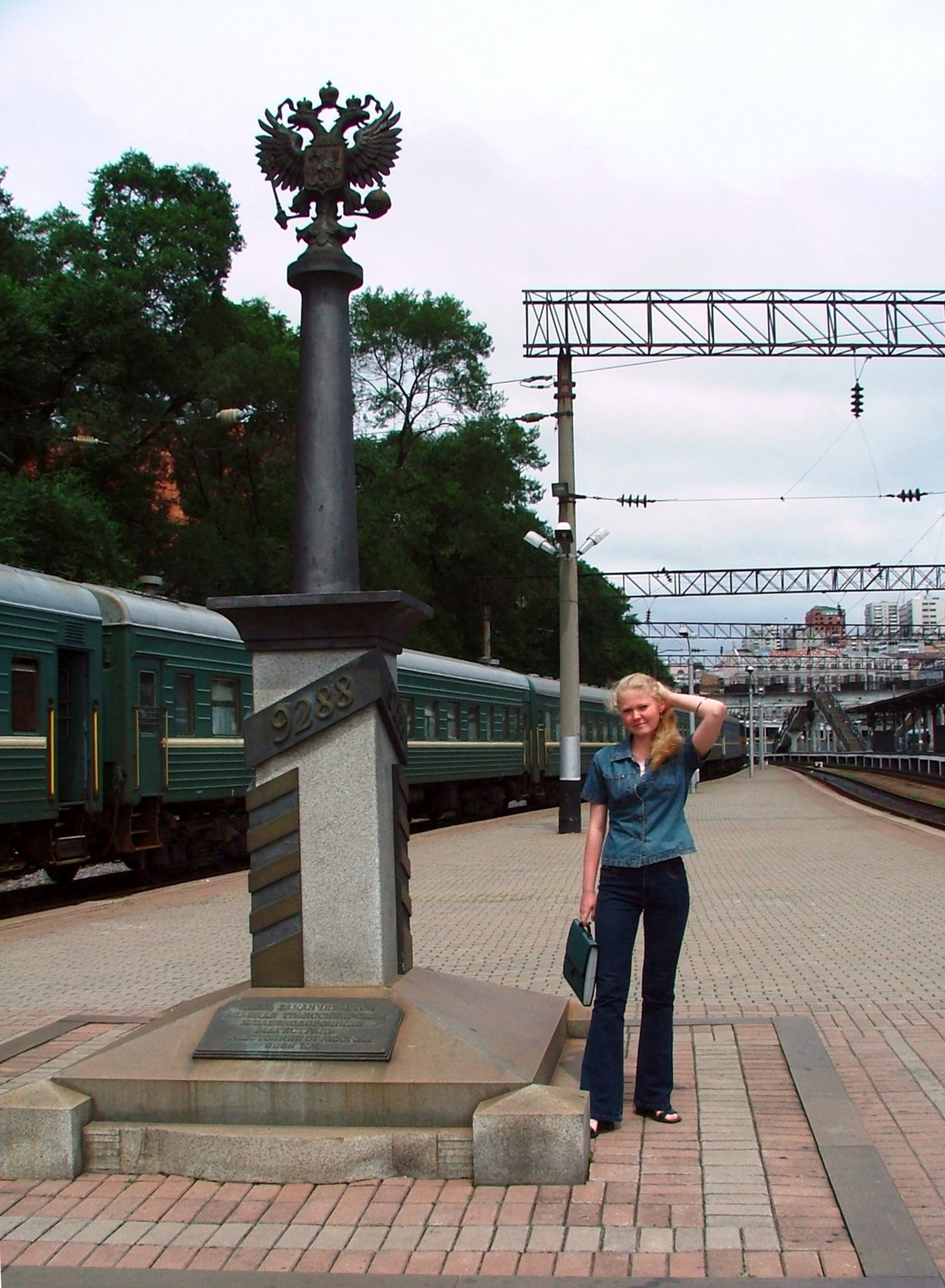
A Transzszibériai vasútvonal vége Vlagyivosztokban

Az Oroszországi Vasutak (oroszul: Российские железные дороги), rövidítve RZSD (РЖД) 2003-ban alapított orosz részvénytársaság, Oroszország vasúthálózatának üzemeltetője. A részvények teljes egészében állami tulajdonban vannak. Az RZSD a világ legnagyobb árufuvarozó vállalata. Központja Moszkvában található.

## Története

### A kezdetek
Az első vasút Oroszországban Szentpétervár és Carszkoje Szelo között nyílt meg 1837-ben.

### Napjainkban

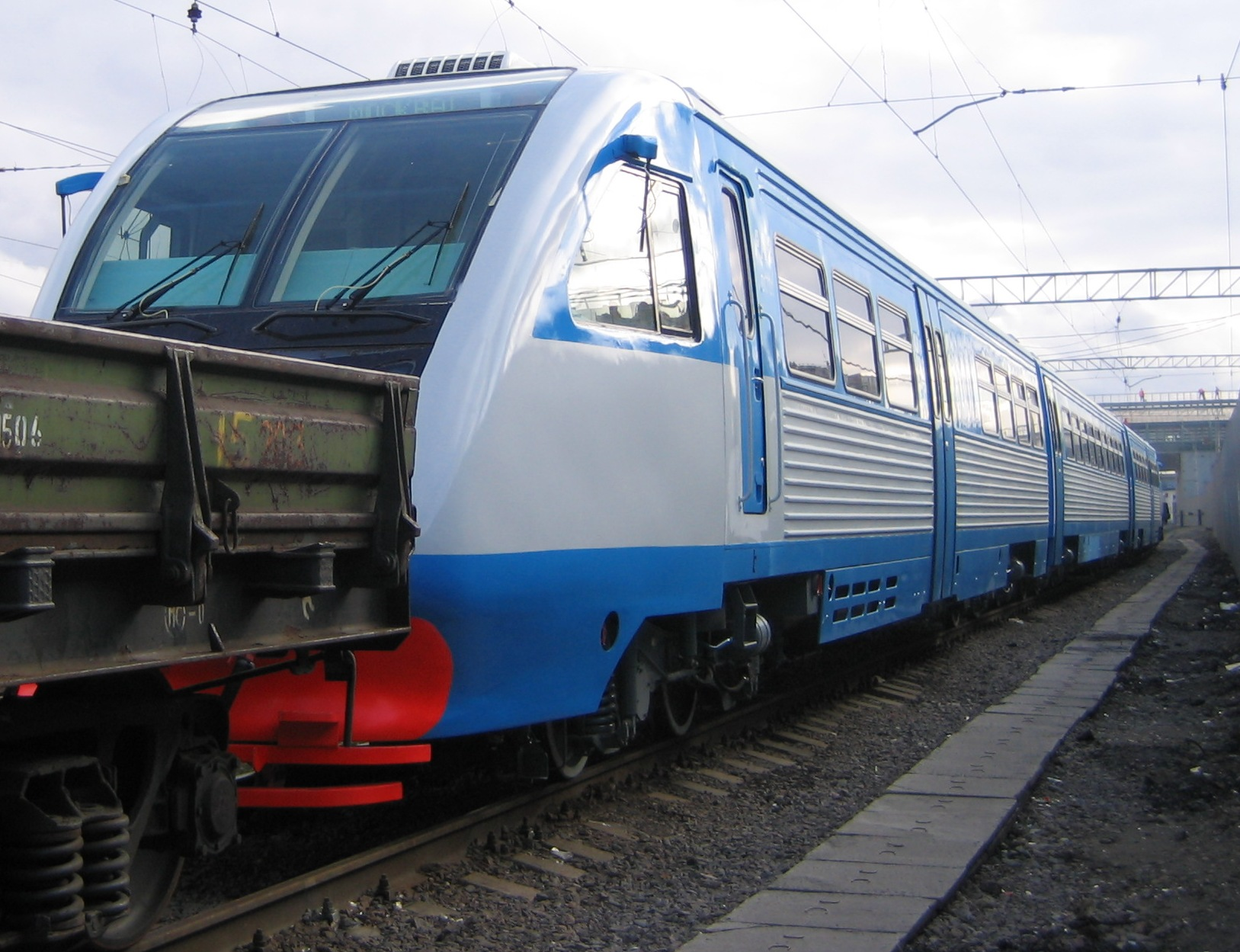
RA–2 sínbusz

## Adatok
Az RZSD gördülőállományához tartozik:
- kb. 20 000 mozdony
- 25 000 személykocsi, valamint
- 650 000 tehervagonja (ebből kb. 40 000 folyamatosan üzemel).

A jövőben mintegy 270 000 tehervagon lesz az RZSD tulajdonában.
2009-ben a gazdasági válság hatására az oroszországi vasúti szállítások is csökkentek: a legveszteségesebb, -33%-os január után év közben már csak -12% körül jár az eredmény, éves szintre vetítve -21%-kal rosszabb a teljesítmény a 2008-ashoz képest.

## Vezetői
Elnök:
- Gennagyij Matvejevics Fagyejev – a társaság első elnöke, 2003–2005
- Vlagyimir Ivanovics Jakunyin – elnök, 2005–2015
- Oleg Valentyinovics Belozjorov – elnök, 2015-2017. november.

Miután az elnöki funkciót eltörölték:
- Makszim Alekszejevics Akimov – az igazgatótanács elnöke
- Oleg Valentyinovics Belozjorov – vezérigazgató és az igazgatótanács tagja, 2017. novembertől[2][3]

## Vonalak
Az RZSD vonalainak hossza 87 400 km széles nyomtávú (1520 mm) vasútvonal, ebből 18 800 km 3000 V egyenárammal, 22 000 km pedig 25 kV 50 Hz váltakozó árammal villamosított. További 30 km keskeny nyomtávú, nem villamosított pálya is található a hálózatban.
Az RZSD hálózata 16 körzetre van osztva:
- Kelet-szibériai Vasút
- Gorkiji Vasút
- Távol-keleti Vasút
- Bajkálontúli Vasút
- Nyugati Vasút
- Kalinyingrádi Vasút
- Krasznojarszki Vasút
- Kujbisevi Vasút
- Október Vasút
- Volgamenti Vasút
- Dél-uráli Vasút
- Szverdlovszki Vasút
- Északi Vasút
- Észak-kaukázusi Vasút
- Délkeleti Vasút
- Moszkvai Vasút

## Személyszállítás
A távolsági vonatoknál a legalacsonyabb kocsiosztályt, a plackartát (összenyitott hálófülkék) támogatja az állam, a kupe körülbelül nullszaldós, a ljuksz és a VIP nyereséges. A helyi-elővárosi jegyárak támogatottak, viszont egyrészt ezt az önkormányzatok finanszírozzák és nem az állam. Területi vasutanként azonban nagy a különbség: Moszkva környékén majdnem háromszoros a jegyár pl. egy urálihoz képest. Márpedig az elővárosi vasúti utasok nagyobb része Moszkva környékén képződik és Szentpétervár környékén, tehát a drágábbat fizeti, aminek kisebb a támogatástartalma. Az emelt komfortfokozatú, rövidtávú expresszek (kb. InterCity kategória) tarifában is emeltek, kisebb támogatástartalommal. A kedvezményes utazásra jogosultak jegyeivel a személyszállító vasúttársaságok elszámolnak azzal a szervezettel, aki a kedvezményt biztosítja. A vasúti dolgozó sem utazhat jegy nélkül sehol, még egy helyi vonaton is meg kell váltania a 0 rubeles jegyet, amit a kalauz egy erre szolgáló, a dolgozó által kitöltött szelvény ellenében ad ki. A szelvényen szerepel a viszonylat és az időpont, ami alapján utólag bárki számonkérhető, milyen szolgálati célból kellett utaznia és igénybe vennie a kedvezményt.

## Érdekességek
- Az RZSD üzemelteti a világ leghosszabb vasútvonalát, a Transzszibériai vasútvonalat.
- Oroszország területén van Európa földrajzilag legkeletibb vasúti állomása: a (Vorkuta–)Szejda–Labitnangi vasútvonalon (mely Komiföldet köti össze a Jamali Nyenyecfölddel) található Horota megálló néven. A megálló körül nincs lakott terület, elsősorban az Európa-Ázsia választóvonalat jelöli ki. Továbbá Labitnangi város vasútállomása Ázsia legészakibb vasúti állomása.
- Szintén az orosz vasutak kezelésében van Európa és egyben a világ legészakibb személyforgalmat bonyolító vasútállomása, a murmanszki vasútállomás. A világon ténylegesen legészakabbra lévő vasútállomás a Murmanszktól kb. 100 kilométerre északnyugatra fekvő Pecsenga kisváros állomása, de ott személyforgalom nincsen.
- Az ázsiai kontinens legkeletibb vasútállomása szintén az orosz vasutakhoz tartozik: az ország délkeleti részén, a Tatár-szoros partján lévő Szovjetszkaja Gavany kikötőváros állomása és ipari körzeteinek teherállomásai.